# Mario Lanza
Mario Lanza, född som Alfred Arnold Cocozza 31 januari 1921 i Philadelphia, Pennsylvania, död 7 oktober 1959 i Rom, Italien, var en amerikansk skådespelare och operasångare (tenor) av italiensk härkomst.
Lanza var son till en invalidiserad krigsveteran och en sömmerska. Som barn tog han sånglektioner, men var mindre intresserad av akademiska studier och hoppade av skolan för att istället arbeta i en släktings grossistfirma. 1942 provsjöng han för dirigenten Serge Koussevitzkij och erhöll ett stipendium. Han skrev kontrakt för en konserttur, men militärtjänstgöring under andra världskriget kom emellan. Efter kriget fick han filmkontrakt hos MGM och medverkade i ett antal skräddarsydda musikalfilmer. Han åtnjöt stor popularitet under en kort period. Lanza är kanske mest känd för rollen som Enrico Caruso 1951.
Mario Lanza började missbruka alkohol och andra droger, vilket ledde till en enorm övervikt. Lanza avled 38 år gammal av en hjärtattack på en klinik i Rom.

## Filmografi i urval
- 1949 – Midnattskyssen
- 1950 – Flödande toner
- 1951 – Caruso, storsångaren
- 1952 – Jag sjunger för dig
- 1954 – Studentprinsen
- 1956 – Serenad
- 1958 – Roms sju kullar
- 1959 – För första gången